# 東ウクライナ国立大学
ヴォロディームィル・ダーリ記念東ウクライナ国立大学（英語: 、公用語表記: Східноукраїнський національний університет імені Володимира Даля）は、ウクライナ ルハンシク州 ルハンシクに本部を置くウクライナの国立大学。1920年創立、1920年大学設置。

## 沿革
1920年に創立されたウクライナの国立大学である。
- 1920年、機械、建築産業の専門家の教育機関がルハンシクに創立。
- 1993年5月8日に、東ウクライナ州立大学が創立された。
- 2000年9月11日に、国立大学に改組。

## 組織
大学は20の学部、2つの教育学会、国際センター、管理者のための再訓練センター、応用生態学研究所など20の研究所とエンジニアリングセンター、図書館、出版・印刷部門で構成されている。大学スタッフは、1,035人の教員と約1,700人の職員である。

### 学部
- 哲学部
- 自然科学部
- コンピュータ技術・オートメーション学部
- 数学・情報科学部
- 電気工学部
- 機械工学部
- 管理学部
- 経済・財政学部
- 法律学部
- 歴史・政治学部
- 言語学部
- ジャーナリズム・社会学部
- ヨーロッパ研究学部
- クリミア学部
- KRASNODON工学部
- 鉱業・輸送ANTRATSIT学部

### 大学の専門教育
- 鉱物資源の採鉱技術、機械の維持管理
- 出版および編集
- 法律
- 財政
- 銀行業
- 経済学、経済統計
- 車の販売、サービス、修理、エンジン開発
- 家庭用電化製品のサービスおよび修理
- 応用数学およびコンピュータのネットワークオフィス
- 企業および市民建物の建設機械
- 電気工学システム
- 生産管理、プログラミングおよび自動制御機械

### 系列組織
（1）セヴェロドネツィク技術学会
（2）RUBEZHNOE支店
（3）SEVERODONETSK工業短大（化学・機械）

## 施設
- 大学の施設は、スポーツセンター、8つの学生ホステル（4,000人収容）、4つの食堂（760席）、12の軽食堂（452席）、薬局がある。様々な競技の施設として、スポーツスタジアムもある。
- 大学には出版社があり、委員会によって認可される「東ウクライナ国立大学のブリテン」を出版している。論文、マニュアルなども、同様に発行されている。

## 教育
現在、およそ3万人の学生が在籍する。20の学部で113の専門教育を提供している。現在71カ国で活躍している12万人の専門家を育ててきた。
大学はエンジニアの他にも、数学者、物理学者、心理学者、経済学者、社会学者、哲学者、宗教家、ジャーナリスト、弁護士など、さまざまな分野の専門家を育てている。学生数の人文科学系と理工学系の比率は、50:50である。また、外国語、社会科学と情報工学に力を入れている。
大学は教育機関として国際協力を重要視しており、大学の活動の最優先事項となっている。ロシア、ポーランド、米国、チェコ共和国、日本、スウェーデン、フランス、ドイツ、インド、ルーマニア及びブルガリア等の下記のような研究機関と共に科学分野の国際共同プログラムに参加している。
- ポズナン工業大学（w:Poznań University of Technology、ポーランド、ポズナン）
- クラクフ鉱山冶金学アカデミー（ポーランド、クラクフ）
- 大連鉄道研究所
- Heilundzyan大学
- 静岡大学（日本）
- 粉末冶金研究センター（インド）
- ヴァーサ大学（w:University of Vaasa、フィンランド）
- マリー・キュリー・スクウォドフスカ大学（w:Maria Curie-Skłodowska University、ポーランド、ルブリン）
- ワルシャワORGMASZ研究所（ポーランド）
- ブルノ工科大学（w:Brno University of Technology、チェコ共和国）
- デュポン社研究所
- ブレーメン大学（w:University of Bremen、ドイツ）

大学の研究者と学生は、中央ヨーロッパの大学、ドレスデン工科大学（w:Dresden University of Technology、ドイツ）、ノルウェーの国際大学、その他の国際的なプログラム「w:Tacis」、「NCO-COPERNICUS」、「Eurika」、「フルブライト」、「DAAD」、「Fedra」に参加している。
現在、ヨーロッパ、アジアおよびアフリカから200人以上の留学生が在籍している。
教育分野での欧州連合の協力は、非常に進んでいる。

### 主な役員
- GOLUBENKO Alexander Leonidovich：学長、理学博士(教授)
- SMIRNY Michael Fyedorovich：工学博士（教授）
- BUZKO Irina Romanovna：経済学博士（教授）、大学院のディレクター
- SCHEDROVA Galina Petrovna：政治学博士（教授）：人文科学
- OSENIN Yuriy Ivanovich：工学博士（教授）

### 大学のデータ
(2003年の情報)
教員数1,035人（内　博士  68人）、 
学生数 30,210人（新入生数 7,430人、通信教育3,305人）、 
学部教育課程 91、
博士課程 15、
科学出版物  2,275冊、
科学教育書類　1,750冊、
特許出願91、
教室105

### 研究学会
（1）鉄道輸送機関学会
（2）輸送技術学会

## 図書館
国の内外の100万以上の文学書を所蔵している。遡及的な文献データの作成を行っている。ローカルコンピュータネットワークを構築していて、インターネットのウェブサイトがある。1992年から、すべての所蔵書は、電子カタログに登録されている。本図書館は、ルハンシク地域の教育機関の図書館の中心になっている。

## 研究・国際協力

### 研究内容
大学では、鉄道輸送機関の技術的な研究を行っており、この分野で絶えずドイツなどと国際的な共同プロジェクトを行っている。
また、高エネルギー物理学の分野の基礎研究を行っており、降水時の大気中の電波放出を記録する新しい方法を開発した。
また、Chimex研究所では生物学的活動による化学物質の生成法の研究を行っており、いくつかの合成物は、除草や抗腫瘍効果を示している。
また、セバースキードネツ川流域の歴史と考古学の調査を行っている。

## 学生生活

### スポーツ、レジャー
新入生の教育・研究は、9月から始まる。
学生はクラスに分けられた後、学生クラブ「Sovremennik」に迎え入れられる。芸術などいろいろな活動で約30のグループがある。
フォークダンス「Svitoch」のアマチュアアンサンブルがあり、地域で有名である。社交ダンスのコサック歌「Volnitsa」のアンサンブルも人気がある。
Helen Skorik（法学部学生）は、腕相撲のヨーロッパチャンピオンになった。
大学のロッククライミングチームは、ウクライナのチャンピオンシップで優勝し、Kyrylo Shevchenko （管理学部学生）は、個人でもチャンピオンになった。Lyubov Kostyukova（機械工学部学生）は、国際的チェスコンテストで良い成績を残した。Sergiy Rysenko（同学部学生）は、マウンテンバイクの国際的なコンテストの勝者である。
大学のフットボールチーム、バスケットボールチームはウクライナのリーグで活躍している。
大学のソフトボールチーム「ニカ」は、12回、ウクライナのチャンピオンになっている。